# Figlie di Santa Maria della Divina Provvidenza
Le Figlie di Santa Maria della Provvidenza sono un istituto religioso femminile di diritto pontificio: le suore di questa congregazione, dette popolarmente guanelliane, pospongono al loro nome la sigla F.S.M.P.

## Storia

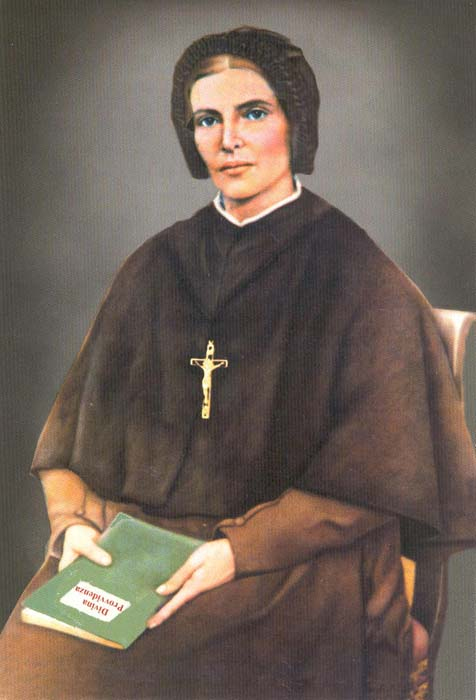
Chiara Bosatta, fondatrice della congregazione

Il 18 ottobre 1872 Carlo Coppini, parroco di Pianello del Lario (Como), inaugurò in paese un ospizio, detto del Sacro Cuore, per garantire l'assistenza delle orfanelle e degli anziani abbandonati. Il 28 ottobre 1878 il gruppo di volontarie che amministrava l'opera si costituì in comunità religiosa e adottò il titolo di "Orsoline": esponente di maggior spicco delle comunità fu Dina Bosatta (1858-1887), ritenuta fondatrice della congregazione.
Nel 1881 Luigi Guanella (1842-1915) succedette a Coppini come parroco di Pianello e assunse la direzione dell'ospizio: Guanella riorganizzò e diede nuovo impulso allo sviluppo della comunità delle orsoline, che presero il nome di Figlie di Santa Maria della Divina Provvidenza e iniziarono a espandersi nei centri vicini.
La Santa Sede concesse l'approvazione definitiva all'istituto e alle sue costituzioni il 20 maggio 1917.
Guanella è stato beatificato da papa Paolo VI nel 1964 e canonizzato da papa Benedetto XVI il 23 ottobre 2011.; il 21 aprile 1991 papa Giovanni Paolo II ha proclamato beata anche la Bosatta, in religione madre Chiara.

## Attività e diffusione
Le suore guanelliane si dedicano a varie opere di misericordia, particolarmente a favore degli anziani e degli handicappati psichici e fisici; altre finalità dell'istituto sono l'educazione e l'apostolato nelle opere parrocchiali.
Sono presenti in Europa (Italia, Romania, Spagna, Svizzera), in Asia (Filippine, India) e nelle Americhe (Argentina, Brasile, Canada, Cile, Colombia, Messico, Paraguay, Stati Uniti d'America); la sede generalizia è in piazza San Pancrazio a Roma.
Al 31 dicembre 2005, la congregazione contava 723 religiose in 115 case.